# Drongo de Tablas
El drongo de Tablas (Dicrurus menagei) és un ocell de la família dels dicrúrids (Dicruridae).

## Hàbitat i distribució
Habita els boscos de l'illa de Tablas, a les Filipines centrals.